# Allen Leavell
Allen Frazier Leavell (Muncie, 27 maggio 1957) è un ex cestista statunitense, professionista nella NBA.

## Carriera
Venne selezionato dagli Houston Rockets al quinto giro del Draft NBA 1979 (104ª scelta assoluta).

## Statistiche

### NBA

#### Regular Season
| Anno      | Squadra         | PG  | PT  | MP   | TC%  | 3P%  | TL%  | RP  | AP  | PRP | SP  | PP   |
| --------- | --------------- | --- | --- | ---- | ---- | ---- | ---- | --- | --- | --- | --- | ---- |
| 1979-1980 | Houston Rockets | 77  | -   | 27,6 | 50,3 | 15,8 | 81,4 | 2,4 | 5,4 | 1,6 | 0,4 | 10,9 |
| 1980-1981 | Houston Rockets | 79  | -   | 21,3 | 47,1 | 11,8 | 83,2 | 1,7 | 4,9 | 1,2 | 0,2 | 8,1  |
| 1981-1982 | Houston Rockets | 79  | 61  | 27,2 | 46,7 | 29,0 | 85,2 | 2,1 | 5,8 | 1,9 | 0,2 | 10,9 |
| 1982-1983 | Houston Rockets | 79  | 76  | 32,9 | 41,5 | 24,0 | 83,2 | 2,5 | 6,7 | 2,1 | 0,2 | 14,8 |
| 1983-1984 | Houston Rockets | 82  | 27  | 24,5 | 47,7 | 15,5 | 83,2 | 1,4 | 5,6 | 1,3 | 0,1 | 11,5 |
| 1984-1985 | Houston Rockets | 42  | 0   | 12,8 | 42,1 | 21,6 | 77,2 | 0,9 | 2,4 | 0,5 | 0,1 | 5,4  |
| 1985-1986 | Houston Rockets | 74  | 12  | 16,1 | 46,3 | 35,8 | 85,4 | 0,9 | 3,2 | 0,8 | 0,1 | 7,9  |
| 1986-1987 | Houston Rockets | 53  | 11  | 22,2 | 41,1 | 31,6 | 84,0 | 1,2 | 4,2 | 1,0 | 0,2 | 7,8  |
| 1987-1988 | Houston Rockets | 80  | 54  | 26,9 | 43,7 | 21,6 | 86,9 | 1,9 | 5,1 | 1,6 | 0,1 | 10,2 |
| 1988-1989 | Houston Rockets | 55  | 3   | 11,4 | 34,6 | 12,2 | 73,3 | 1,0 | 2,3 | 0,5 | 0,1 | 3,3  |
| Carriera  | Carriera        | 700 | 244 | 23,2 | 45,0 | 23,4 | 83,4 | 1,7 | 4,8 | 1,3 | 0,2 | 9,5  |

#### Playoffs
| Anno     | Squadra         | PG | PT | MP   | TC%  | 3P%  | TL%  | RP  | AP  | PRP | SP  | PP   |
| -------- | --------------- | -- | -- | ---- | ---- | ---- | ---- | --- | --- | --- | --- | ---- |
| 1980     | Houston Rockets | 7  | -  | 21,3 | 26,3 | 0,0  | 90,5 | 1,7 | 3,4 | 0,9 | 0,0 | 5,6  |
| 1981     | Houston Rockets | 17 | -  | 12,8 | 39,0 | -    | 88,2 | 1,0 | 2,6 | 1,1 | 0,2 | 4,4  |
| 1982     | Houston Rockets | 3  | -  | 31,0 | 42,6 | 0,0  | 100  | 1,7 | 3,3 | 1,3 | 0,3 | 14,0 |
| 1985     | Houston Rockets | 5  | 0  | 3,2  | 33,3 | 0,0  | 100  | 0,6 | 0,6 | 0,0 | 0,0 | 1,2  |
| 1986     | Houston Rockets | 15 | 0  | 11,3 | 30,0 | 46,7 | 87,0 | 1,0 | 2,7 | 0,6 | 0,0 | 5,0  |
| 1987     | Houston Rockets | 10 | 10 | 38,4 | 41,1 | 25,0 | 81,7 | 2,5 | 7,2 | 1,9 | 0,3 | 14,1 |
| 1988     | Houston Rockets | 4  | 0  | 9,5  | 36,8 | 33,3 | 100  | 0,8 | 2,3 | 0,5 | 0,0 | 5,0  |
| 1989     | Houston Rockets | 2  | 0  | 2,5  | 33,3 | -    | 100  | 0,0 | 0,5 | 0,0 | 0,0 | 2,0  |
| Carriera | Carriera        | 63 | 10 | 17,0 | 36,6 | 29,5 | 86,3 | 1,3 | 3,2 | 0,9 | 0,1 | 6,4  |